# Pest
Pest è una città storica dell'Ungheria. Nel 1873 confluì con Buda ed Óbuda a costituire Budapest, di cui oggi costituisce tutta la parte ad est del Danubio. Pest è la zona più commerciale ed industriale di Budapest. Da essa prende nome l'omonima contea di cui è capoluogo.

## Etimologia
Il nome Pest deriva dalla parola slava che significa "fornace", "forno" (bulgaro пещ ['pɛʃt]; serbo пећ; croato "peć"), in relazione alla parola пещера (ossia "cava"), un possibile collegamento ad una cava locale dove scoppiò un incendio.